# Aurelia di Strasburgo
Aurelia di Strasburgo (fl. IV secolo) è stata una religiosa francese, santa della Chiesa cattolica, la cui tomba a Strasburgo è stata meta di pellegrinaggio nel Medioevo.

## Biografia
Secondo una versione, Aurelia accompagnò sant'Orsola e le undicimila vergini dalla Bretagna romana a Colonia, dove furono accolte dal vescovo Aquilino. Da Colonia partirono per Basilea, ma qui Aurelia e tre vergini si separarono da Orsola per dirigersi a Strasburgo, dove la religiosa morì pochi giorni dopo per via di una violenta febbre, assistita dalle compagne. Nella chiesa che porta il suo nome, fu particolarmente invocata contro le febbri. Le tre vergini si stabilirono definitivamente a Strasburgo e ivi furono sepolte dopo la loro morte. Alcuni secoli dopo, le loro tombe furono riaperte e i loro corpi furono trovati completamente intatti e segnati con i loro nomi. Questa vicenda è stata trascritta nel breviario della diocesi di Strasburgo.

## Culto
Philippe-André Grandidier osservò che il culto di sant'Aurelia era già molto popolare nella Strasburgo del IX secolo. Si ritiene che la Chiesa di Sant'Aurelia a Strasburgo sia stata costruita sopra la cripta dove giaceva la tomba della santa.
Nel 1524, il protestante Martin Bucer, poco dopo la sua nomina a pastore della chiesa, istigò i membri della gilda dei giardinieri ad aprire la tomba e a rimuovere le ossa, giustificando l'atto come una lotta all'idolatria che si era creata attorno alla tomba.
La sua memoria liturgica ricorre il 15 ottobre.